# مستشفى الشهيد أبو يوسف النجار الحكومي
مستشفى الشهيد أبو يوسف النجار الحكومي ويُسمى أيضًا مستشفى الشهيد محمد يوسف النجار الحكومي هو مستشفى حكومي فلسطيني في محافظة رفح جنوب قطاع غزة.

## التاريخ
أُقيم مستشفى الشهيد أبو يوسف النجار في حي الجنينة شرق مدينة رفح، وكان يُستخدم كعيادة للرعاية الصحية الأولية، ثم في عام 2000، وبعد اندلاع الانتفاضة الفلسطينية الثانية حُول إلى مستشفى طوارئ بسعة 36 سريرًا وغرفتين عمليات، ولاحقًا في فبراير 2007 افتتح المبنى الجديد والمكون من ثلاث طوابق، واُفتتحت أقسام جديدة وصارت السعة السريرية نحو 65 سريرًا.

### مجزرة رفح 2014
في 1 أغسطس 2014، كان من المُفترض أن تبدأ هدنة إنسانية لمدة 72 ساعة بدءًا من الساعة 8 صباحًا كما جرى الاتفاق. لاحقًا تقدم الجيش الإسرائيلي مسافة 2 كيلومتر في الأراضي الفلسطينية ووقعت اشتباكات مع المقاومة الفلسطينية. استخدم الجيش الإسرائيلي توجيه حنبعل. وقصفت القوات الجوية الإسرائيلية جانب المستشفى، وتلقت إدارة المستشفى ثلاث مكالمات من المخابرات الإسرائيلية، الأولى استخبروا عن ماذا يحدث بالمستشفى، والثانية عرفوا عن سبب القصف بجانب المستشفى، والأخيرة هددوا بمنع إخلاء المستشفى وقصف من يخرج منه.
لاحقًا، أُخلي المستشفى إلى مستشفى الكويت التخصصي ومستشفى الهلال الإماراتي للنساء والتوليد الحكومي في المدينة لكثافة القصف الإسرائيلية وقتل إسرائيل ثلاث مسعفين. نتج عن ذلك قتل إسرائيل نحو 140 مدنيًا فلسطينيًا وجرح 1000 آخرين وصلوا إلى مستشفى الشهيد أبو يوسف النجار.

### حرب 2023–2025
أُخلي المستشفى وخرج عن الخدمة في 8 مايو 2024 نتيجةً للهجوم الإسرائيلي على رفح.
لاحقًا وخلال حملات نسف المباني التي نفذها الجيش الإسرائيلي في رفح خلال عمليته العسكرية، دُمر المستشفى بالكامل.

## الخدمات
تبلغ سعة مستشفى الشهيد أبو يوسف النجار نحو 65 سريرًا، ويبلغ عدد القوى العاملة فيه حوالي 312 موظفًا. يُقدم المستشفى خدماته من خلال أقسامه المتعددة وهي: الاستقبال والطوارئ، والعيادات الخارجية، والصيدلية، والأشعة، والعمليات، والرعاية اليومية، والجراحة، والباطني، والأطفال، والمسالك البولية وغسيل الكلى.
في فبراير 2020، مولت الهيئة الخيرية الاسلامية العالمية تزويد المستشفى بتسع أجهزة لغسيل الكلى.